# Kamteenspringmuis
De kamteenspringmuis (Paradipus ctenodactylus)  is een zoogdier uit de familie van de jerboa's (Dipodidae). De wetenschappelijke naam van de soort werd voor het eerst geldig gepubliceerd door Vinogradov in 1929.